# 크리스티안 알폰소 로페스
크리스티안 알폰소 로페스(Christian Alfonso López, 1989년 5월 2일 ~ )는 스페인의 축구 선수이다. 현재 공격형 미드필더로 활동하고 있다.